# Alois von Frölich

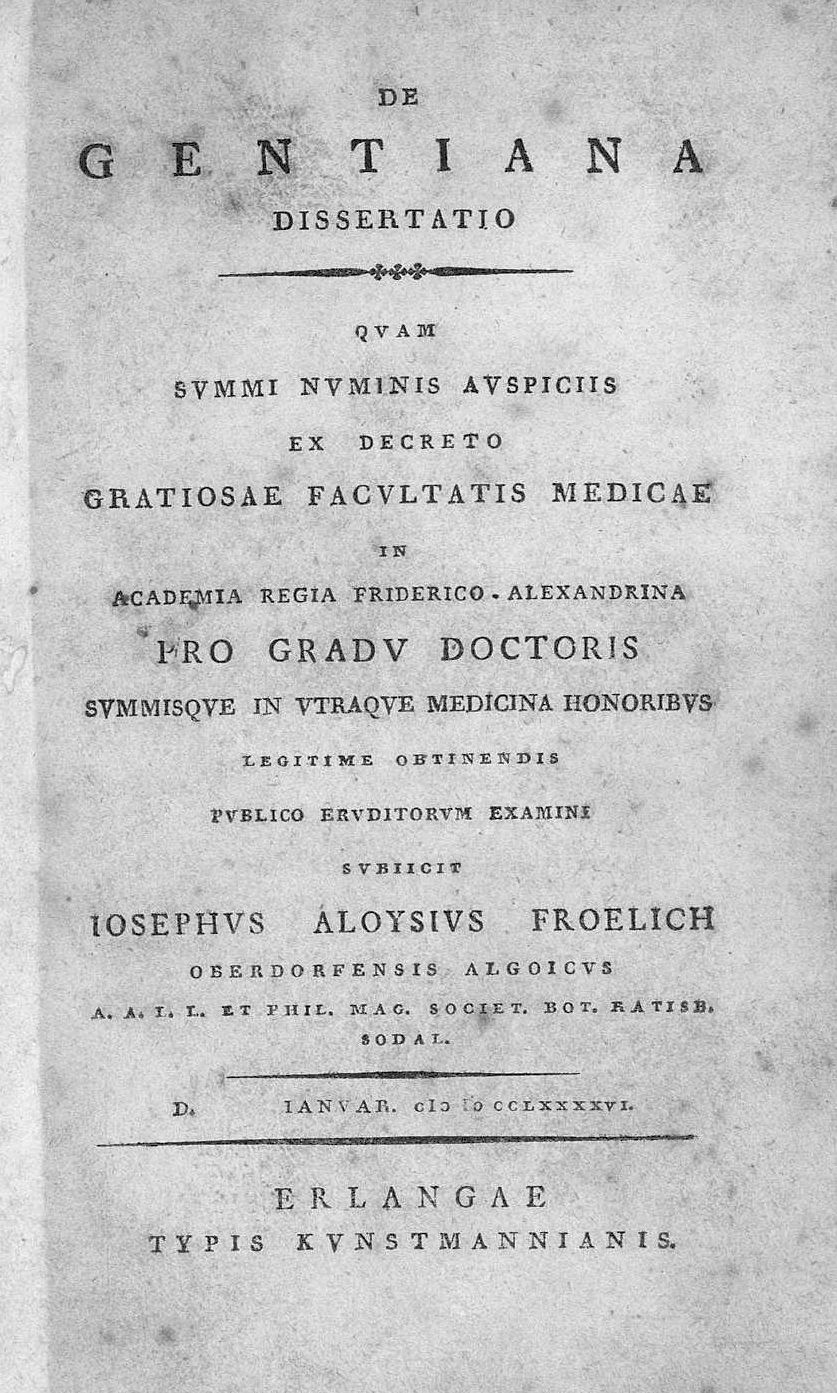
De gentiana dissertatio, 1796

Josef Alois von Frölich [auch: Josephus Aloysius Froelich; in Meyers Konversationslexikon fälschlich Johann Aloys von Froelich] (* 10. März 1766 in Oberdorf im Allgäu; † 11. März 1841 in Ellwangen (Jagst)) war ein deutscher Arzt, Botaniker, Entomologe, Naturforscher, katholischer Laienbruder und württembergischer Hofmedizinalrat. Sein offizielles botanisches Autorenkürzel lautet „Froel.“.

## Leben und Werk
Er beendete 1784 seine Gymnasialstudien am heutigen Wilhelmsgymnasium München.
Bereits während seiner Studien in Ingolstadt, Erlangen und Wien verband Alois von Frölich Medizin und Botanik. So legte er 1796 seine medizinische Doktorarbeit in Erlangen mit dem für diese Fakultät ungewöhnlichen Thema „De Gentiana dissertatio“ (Über die Enziane) vor. Sie machte ihn international bekannt. Im Jahr 1798 wurde Frölich zum Mitglied der Leopoldina gewählt.
Um dort das Gesundheitswesen nach dem damals aktuellen Stand der Medizin neu zu organisieren, berief Clemens Wenzeslaus von Sachsen Frölich 1797 als „Hof-, Stadt- und Landschaftsphysikus“ an die damalige Ellwanger Friedrichsuniversität, die 1817 der Universität Tübingen eingegliedert wurde. Nach der Säkularisation wurde Frölich in den Dienst des Kleinstaates Neuwürttemberg übernommen.
In seiner Freizeit trieb Frölich naturkundliche, insbesondere botanische Forschungen, die ihn bald in naturwissenschaftlichen Fachkreisen bekannt machten. Zu seinem Ruf trugen unter anderem auch Veröffentlichungen über die Gattungen Crepis (Pippau) und Hieracium (Habichtskraut) im Jahr 1838 bei. Er war ein ausgezeichneter Mooskenner und legte, sowohl aus eigenen Aufsammlungen (vor allem in Ostwürttemberg, aber auch im Allgäu und in Österreich), als auch durch Tausch mit anderen Botanikern, ein umfangreiches Herbarium an. Zahlreiche Erstnachweise von Sporen- wie von Blütenpflanzen aus den genannten Gebieten stammen von ihm. Er beschrieb den Distelkurzrüssler wissenschaftlich.
Durch Tausch gelangten einige Pflanzen seines Herbars beispielsweise in die Herbarien Johann Christian Daniel von Schrebers (1739–1810) und Joseph Gerhard Zuccarinis (1797–1848), die sich heute in der Botanischen Staatssammlung im Botanischen Garten München befinden (Herbarnummern Z 1813 bzw. Z 1849). Der Botanik-Professor Hugo von Mohl (1805–1872), Begründer der ersten Naturwissenschaftlichen Fakultät Deutschlands in Tübingen, hat Frölich als seinen geistigen Ziehvater bezeichnet. Mohl erwarb nach Frölichs Tod Teile dessen Herbariums, die mit zu den ältesten Belegen im heutigen Tübinger Herbarium zählen. Andere Teile kaufte der Konstanzer Apotheker und Botaniker Franz Xaver August Leiner (1804–1846) für seine Sammlung. Jene trugen wesentlich zum Grundstock der botanischen Sammlung der Universität Konstanz bei. Das Leiner-Herbar befindet sich heute im Bodensee-Naturmuseum im Konstanzer Sea Life Centre.
Nach Frölich benannt ist die Pflanzengattung Froelichia aus der Familie der Fuchsschwanzgewächse. Auch Thymus froelichianus (heute Thymus pulegioides subsp. carniolicus), eine Kleinart des Breitblättrigen Thymians (Thymus pulegioides) wurde nach ihm benannt.
Frölich zählt aufgrund seiner Arbeiten über Eingeweidewürmer zu den Mitbegründern der Helminthologie. In der Parasitologie lieferte er viele Erstbeschreibungen und stellte die Klasse der Linguatulidae auf.

## Trivia
Frölich wurde als Ziehvater eines unehelichen Kindes von Jérôme Bonaparte, des jüngsten Bruders von Napoleon, eingesetzt, als dieser nach der Schlacht bei Waterloo zusammen mit seiner Frau aus zweiter Ehe, der württembergischen Prinzessin Katharina, im Schloss Ellwangen gefangen gehalten wurde.

## Schriften
(kein Anspruch auf Vollständigkeit)
- De Gentiana libellus sistens specierum cognitarum descriptiones cum observationibus. Accedit tabula aenea Erlangen: Walther, 1796 [Titel auch: De Gentiana, Erlangen: Kunstmann; De gentiana dissertatio; Dissertatio inauguralis de Gentiana], zugleich: Erlangen, Med. Diss., Januar 1796
- Beschreibungen einiger neuer Eingeweidewürmer, in: Der Naturforscher, 24, S. 101–162, Halle, 1789
- Bemerkungen über einige seltene Käfer aus der Insektensammlung des Herrn Hofr. und Prof. Rudolph in Erlangen, in: Der Naturforscher, 26, S. 68–165, Halle, 1792.

## Sekundärliteratur
- H. Wolf: Josef Aloys Frölich (1766–1841) und die Flora von Ostwürttemberg. In: Restaurierung und Katalogisierung des Herbariums Leiner in Konstanz (Berichte der Botanischen Arbeitsgemeinschaft Südwestdeutschland, Beiheft 1), S. 81–148, Karlsruhe 2004, ISSN 1617-5506
- Wolfgang Lippert: Josef Aloys Frölich und die Flora des Allgäus. In: Restaurierung und Katalogisierung des Herbariums Leiner in Konstanz (Berichte der Botanischen Arbeitsgemeinschaft Südwestdeutschland, Beiheft 1), S. 149–159, Karlsruhe 2004, ISSN 1617-5506
- Karl Otto Müller: Frölich, Alois. Arzt und Naturforscher 1766–1841. In: Hermann Haering, Otto Hohenstatt (Hrsg.): Schwäbische Lebensbilder. Bd. 1, Kohlhammer, Stuttgart 1940, S. 203–207.